# El método Tangalanga
El método Tangalanga es una película de comedia argentina de 2023 dirigida por Mateo Bendesky.

## Sinopsis
La vida del tímido empleado de empresa Jorge Rizzi da un giro hilarante cuando asiste a una sesión de hipnosis que elimina sus inhibiciones y da rienda suelta a un divertidísimo y exuberante alter ego.

## Elenco
- Martín Piroyansky como Jorge Rizzi
- Julieta Zylberberg como Clara
- Alan Sabbagh como Sixto
- Luis Machín como El Jefe (Horacio)
- Rafael Ferro como Franco Giordano
- Luis Rubio como Raúl
- Lucía Maciel como Adela
- Silvio Soldán como Conrado Taruffa
- Antonella Saldicco como Eva

## Premios y nominaciones
| Lista de premios y nominaciones | Lista de premios y nominaciones        | Lista de premios y nominaciones | Lista de premios y nominaciones | Lista de premios y nominaciones | Lista de premios y nominaciones |
| Año                             | Organización                           | Categoría                       | Nominado/a(s)                   | Resultado                       | Ref(s)                          |
| ------------------------------- | -------------------------------------- | ------------------------------- | ------------------------------- | ------------------------------- | ------------------------------- |
| 2024                            | Premios Martín Fierro de Cine y Series | Mejor actor de comedia          | Martín Piroyansky               | Nominado                        | [ 2 ]                           |